# بریدگی زند زبرین
بریدگی زند زبرین یا بریدگی رادیال (به انگلیسی: Radial notch) یا حفره سیگموئید کوچک یک بریدگی و شکاف باریک و مستطیلی‌شکل در انتهای فوقانی استخوان زند زیرین (اولنا) است. بر روی زائده منقاری زند زیرین و این بریدگی سر استخوان زند زبرین جای دارد.
این بریدگی از پشت به سمت عقب است و اندام‌های برجسته آن برای اتصال رباط حلقوی عمل می‌کند.

## نگارخانه

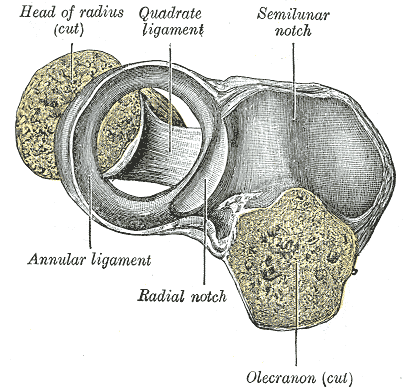
رباط حلقوی زند زبرین از نمای بالا